# Balmorhea
Balmorhea es una ciudad ubicada en el condado de Reeves en el estado estadounidense de Texas. En el Censo de 2010 tenía una población de 479 habitantes y una densidad poblacional de 477,89 personas por km².

## Geografía
Balmorhea se encuentra ubicada en las coordenadas 30°59′3″N 103°44′38″O / 30.98417, -103.74389. Según la Oficina del Censo de los Estados Unidos, Balmorhea tiene una superficie total de 1 km², de la cual 1 km² corresponden a tierra firme y (0%) 0 km² es agua.

## Demografía
Según el censo de 2010, había 479 personas residiendo en Balmorhea. La densidad de población era de 477,89 hab./km². De los 479 habitantes, Balmorhea estaba compuesto por el 84.55% blancos, el 1.88% eran afroamericanos, el 0.63% eran amerindios, el 1.04% eran asiáticos, el 0% eran isleños del Pacífico, el 10.02% eran de otras razas y el 1.88% pertenecían a dos o más razas. Del total de la población el 83.72% eran hispanos o latinos de cualquier raza.